# Janusz Star
Janusz Star właśc. Jan Strahler (ur. 12 grudnia 1896 w Klonowej, zm. 2 maja 1973 w Łodzi) – polski reżyser, scenarzysta, operator oraz aktor filmowy.

## Życiorys
Ukończył gimnazjum w Piotrkowie Trybunalskim oraz Wyższą Szkołę Handlową w Warszawie (1914–1917). W kolejnych latach odbył służbę wojskową oraz pracował m.in. jako księgowy oraz kierownik kawiarni. W 1920 roku formalnie zmienił imię i nazwisko na Janusz Star. Rok później zapisał się na kilkumiesięczny kurs sztuki kinematograficznej. W latach 1923–1928 występował jako aktor w filmach fabularnych, a w 1927 roku zadebiutował jako reżyser. W 1923 roku został dyrektorem warszawskiego Towarzystwa Filmowego "Wytwórnia Doświadczalna", realizującego Kronikę Aktualności. Następnie, w latach 1929–1934 pracował w wytwórni filmowej "Film-Studio", gdzie reżyserował oraz był operatorem filmów krótkometrażowych. Do 1937 roku imał się dorywczych prac w wytwórniach filmowych. Wówczas został zatrudniony w Instytucie Filmowym przy Polskiej Agencji Telegraficznej, gdzie zajmował się realizacją filmów oświatowych, a w 1939 roku został ostatnim – przed wybuchem wojny – kierownikiem Kroniki Filmowej PAT.
Podczas II wojny światowej pracował jako operator w "Wiadomościach Filmowych Generalnego Gubernatorstwa". Po upadku powstania warszawskiego został wywieziony do obozu pracy na terenie III Rzeszy. Po wojnie powrócił do Polski, podejmując zatrudnienie najpierw w Wytwórni Filmowej „Czołówka” jako reżyser, a następnie jako kierownik produkcji w Wydziale Filmów Oświatowych Instytutu Filmowego w Łodzi. W 1947 roku został zwolniony z pracy decyzją Komisji Weryfikacyjnej z uwagi na działalność w latach wojny. Do poprzednich zajęć powrócił w 1949 roku, po rozpatrzeniu sprawy przez Sąd Okręgowy w Warszawie. W tymże roku otrzymał kwalifikacje reżysera filmów oświatowych i został zatrudniony w łódzkiej Wytwórni Filmów Oświatowych. Tam pracował do przejścia na emeryturę w 1970 roku, realizując (reżyseria, scenariusz, zdjęcia, kierownictwo produkcji) ponad 30 filmów dokumentalnych.
Był bratem aktora George (Jerzego) Strahlera oraz ojcem kostiumografki Gabrieli Star-Tyszkiewicz. Został pochowany na cmentarzu Doły w Łodzi (cmentarz rzymskokatolicki pw. św. Wincentego à Paulo).

## Odznaczenia i nagrody
- 1959 - Krzyż Kawalerski Orderu Odrodzenia Polski
- 1959 - wyróżnienie dla filmu "Cebertyzacja" na Międzynarodowych Dniach Filmu Rolniczego, Technicznego i Przemysłowego w Rouen
- 1959 - wyróżnienie dla filmu "Cebertyzacja" na Międzynarodowych Spotkaniach w Sprawie Filmu Oświatowego i Rozrywkowego dla Dzieci w Cannes
- 1965 - III Nagroda dla filmu "Kolorowe sny" na Ogólnopolskim Przeglądzie Filmów Dydaktycznych i Naukowo-Technicznych w Katowicach

## Filmografia (filmy fabularne)
- Kule, które nie trafiają (1923) - obsada aktorska
- Awantury miłosne panny D. (1923) - kierownictwo techniczne, obsada aktorska
- Atakualpa (1924) - obsada aktorska
- O czym się nie myśli (1926) - obsada aktorska (ślepy inspicjent)
- Huragan (1928) - obsada aktorska
- Przeznaczenie (1928) - reżysera, scenariusz (podpisany ze względów komercyjnych przez Leo Belmonta)
- Ostatnia eskapada (1933) - scenariusz, zdjęcia